# Гиорги Леонидзе
Гиорги Леонѝдзе (на грузински: გიორგი ლეონიძე) е грузински поет, писател и сценарист.
Роден е на 27 декември (15 декември стар стил) 1899 година в Патардзеули. През 1921 година завършва филология в Тифлиския университет, след което работи като журналист. От ранна възраст пише стихове, първоначално в духа на символизма. След ареста на брат му през Голямата чистка през 1936 година пише поредица верноподанически текстове, включително епос, посветен на ранните години на диктатора Йосиф Сталин. През 1945 година става член на Комунистическата партия, от 1951 година оглавява казионния Съюз на писателите в Грузия.
Гиорги Леонидзе умира на 9 август 1966 година в Тбилиси.